# Luzula jimboi
Luzula jimboi är en tågväxtart som beskrevs av Kingo Miyabe och Yoshun Kudo. Luzula jimboi ingår i Frylesläktet som ingår i familjen tågväxter. Inga underarter finns listade i Catalogue of Life.